# Franz Rosei
Franz Rosei (2 de julio de 1947; Viena, Austria) y es un escultor y diseñador austriaco. Su hermano es el escritor Peter Rosei.

## Biografía
Franz Rosei empezó su trabajo con esculturas de madera y yeso. Luego de dedicar un tiempo a la Universidad de Artes de Viena (Universität für angewandte Kunst – « die Angewandte »), Franz Rosei se desempeñó otra vez independientemente. Desde 1970 trabaja exclusivamente con piedras (mármol, caliza, y gres) y también hace diseños con lápiz, carboncillo y acuarela. En el año 1985 empezó a crear una  grande forma de bronce. Desde entonces produce periódicamente plásticas de bronce. Franz Rosei ha hecho numerosas exhibiciones en Austria y en el extranjero (Alemania, Italia, Francia, Suiza, Estados Unidos), e incluso una exhibición retrospectiva en el Museo Histórico de la ciudad de Viena (Historisches Museum der Stadt Wien).
Su asunto central es "la visión de la vida, el mundo y el objetivo de trasladar esta perspectiva a las formas". Transmitiendo su expresión en un idioma escultúrico muy personal, Franz Rosei adquirió un rol importante en el mundo austriaco de la escultura.

## Exposiciones

### Exposiciones monográficas (selección)
- Künstlerhaus, Viena, 1976
- Galerie Schapira & Beck, Viena, 1977
- Galerie Orny, Múnich, 1978
- Künstlerhaus, Salisburgo, 1979
- Künstlerhaus, Klagenfurt, 1979
- En el marco de la « Sonderschau Österreich », 1980
- Durante la « Kunstmesse Basel » en el marco de la « Biennale des Jeunes », París, 1980
- Künstlerhaus, Viena, 1980
- Galerie Droschl, Graz, 1981
- Galerie Welz, Salisburgo, 1982
- Galerie Würthle, Viena, 1983
- Museum moderner Kunst/Museum des 20. Jahrhunderts, Viena, 1984
- Galerie Lendl, Graz, 1989
- Galerie Ulysses, Viena, 1989
- Salzburger Landessammlungen Rupertinum, Salisburgo, 1990
- Ulysses Gallery, Nueva York, 1991
- Galerie im Taxispalais, Innsbruck, 1994
- Galerie Ulysses, Viena, 1995
- Kulturhaus Graz, 2000
- Historisches Museum der Stadt Wien, 2001
- Galerie Ulysses, Viena, 2001
- Künstlerhaus, Klagenfurt, 2003
- Galerie Arthouse, Bregenz, 2004
- Galerie Ulysses, Viena, 2007

### Participación a exposiciones (selección)
- « Steinzeit », Tiroler Kunstpavillon, Innsbruck, 1986
- Museum moderner Kunst/Museum des 20. Jahrhunderts, Viena, 1987
- « Wien – Vienna 1960 – 1990 », Museum Moderner Kunst, Bolzano, 1989
- « Wien – Vienna 1960 – 1990 », Palazzo della Permanente, Milano, 1990
- « Ursprung und Moderne », Neue Galerie der Stadt Linz, Linz, 1990
- « La figura interiore », Pordenone, 1991
- « Wotruba und die Folgen », Museum Würth und BAWAG Foundation, Viena, 1994
- « Skulpturengarten », Galerie Poller, Fráncfort del Meno, 1996
- « Des Eisbergs Spitze », Kunsthalle Wien, Viena, 1998
- « Ein gemeinsamer Ort. Skulpturen, Plastiken, Objekte », Lentos Museum Linz, 2006
- « Albrecht und Zeitgenossen, Positionen österreichischer Bildhauerei seit 1945 », Künstlerhaus Bregenz, 2007

### Trabajos presentatos en exposiciones oficiales
- Graphische Sammlung Albertina, Viena
- Bundesministerium für Unterricht und Kunst (Artothek Wien)
- Salzburger Landessammlung Rupertinum
- Kulturamt der Stadt Wien
- Kulturamt der Stadt Linz
- Amt der niederösterreichischen Landesregierung
- Museum moderner Kunst, Viena
- Lentos Kunstmuseum, Linz
- Wien Museum

## Publicaciones
- Franz Rosei / Ernst Nowak, Steine / Felder, Gemini-Verlag, Berlín, 2003, 65 pp., ISBN 3-935978-19-7
- Peter Rosei (textos) y Franz Rosei (illustraciones), Entwurf für eine Welt ohne Menschen, Entwurf zu einer Reise ohne Ziel, Residenz Verlag, Salisburgo, 1975, 164 pp., ISBN 3701701253
- Peter Rosei y Franz Rosei, Ich glaube… in: Katalog Schapira & Beck, Viena 1977
- Peter Rosei y Franz Rosei, Von der Arbeit…, in: Katalog Künstlerhaus Salzburg und Künstlerhaus Klagenfurt, 1979